# SteamOS
SteamOS ist eine von Valve entwickelte Linux-Distribution, die bis Version 2 auf Debian, ab Version 3 auf Arch Linux aufbaut. Es läuft als Betriebssystem sowohl auf den als „Steam Machine“ bezeichneten Spielekonsolen als auch auf dem Steam Deck und ist zudem bis zur Version 2 auch auf „gewöhnlichen“ PCs kostenfrei installierbar und nutzbar.

## Funktionen
SteamOS ist primär auf Computerspiele ausgelegt, allerdings läuft nur ein Teil der auf Steam vertriebenen Spiele nativ unter Linux. Spiele, welche standardmäßig nur auf Windows lauffähig sind, können jedoch dank Proton auch teilweise unter Linux aufgeführt werden. Alternativ können Windows- und macOS-Titel von anderen Geräten gestreamt werden.
Valve verspricht sich mit SteamOS „signifikante Performance-Verbesserungen“ in Videospielen. Das Betriebssystem wird als Open-Source-Software verbreitet. Für SteamOS gebaute (Spiele-)Rechner, welche auf der Grundlage handelsüblicher Computerbauteile gefertigt werden, nennt Valve „Steam Machines“.
Mit der bis SteamOS-Version 2.x enthaltenen Paketverwaltung apt können, wie bei Debian, beliebige Pakete aus den Repositories installiert werden. Somit ist es möglich, SteamOS wie jede andere Linux-Distribution mit Anwendungen wie z. B. LibreOffice, VLC oder Samba zu ergänzen und auch als Büro- oder Multimedia- oder Server-Plattform zu nutzen.
Seit Version 3.0 basiert SteamOS auf Arch Linux. Nutzern ist nur erlaubt Flatpaks zu installieren. Es ist jedoch möglich den Arch-Paketmanager Pacman zu aktivieren und andere Pakete zu installieren.

## Geschichte
Auf der LinuxCon verkündete Valves Mitgründer und Executive Director Gabe Newell, dass er „an Linux und Open Source als die Zukunft des Spielens“ glaube. Valve würde Spieleentwicklern dabei helfen ihre Spiele mit Linux kompatibel zu machen. Am 20. September 2013 erstellte Valve eine Website mit dem Titel Das Steam-Universum expandiert 2014, die drei Ankündigungen versprach, die „Kunden auf noch mehr Wegen ermöglichen sollen, Steam im Wohnzimmer zu nutzen“. Die erste Ankündigung erfolgte am 23. September. Valve sei zu dem Schluss gekommen, dass ein direkt in das Betriebssystem integrierter Steam-Client die beste Spieleerfahrung bieten könne. Dabei werde besonders auf die Offenheit im Sinne von freier Software Wert gelegt und es wurde angekündigt, Benutzer könnten jeden Teil der Software anpassen, verändern und ersetzen. In den folgenden Tagen wurde der Betatest von Steam Machines und ein neuartiges Gamepad angekündigt.
Im Oktober 2013 kündigte Valve die Steam Dev Days an, eine zweitägige Entwicklerkonferenz, auf der Spieleentwickler die Möglichkeit haben werden, SteamOS und die darauf aufbauenden Spielkonsolen zu testen und Valve Rückmeldungen zu geben. Ebenfalls im Oktober 2013 kündigte Nvidia eine enge Zusammenarbeit bezüglich ihrer GameWorks-Library mit Valve an, die Nvidia-Technologien wie PhysX, OptiX, VisualFX und andere unter SteamOS zur Verfügung stellen wird.
Am 11. Dezember 2013 kündigte Valve an, dass die Prototypen der Steam Machines am 13. Dezember verschickt werden und SteamOS gleichzeitig zum Download freigegeben wird.
Der offizielle Release der mit SteamOS betriebenen Steam Machines war am 10. November 2015. Seit 2019 gibt es für das Betriebssystem in der Version 2.195 keine Updates mehr, es steht jedoch nach wie vor zum Download bereit. Für Version 3.0 gibt es derzeit nur eine Ankündigung, dass es für Handheld-PCs anderer Hersteller und für Desktop-PCs (Gaming-PCs) erscheinen soll. Nur inoffiziell und nur mit Einschränkungen ist es möglich, die SteamOS-Version 3.x des Steam Deck auch auf PCs zu installieren.
Auf der tragbaren Konsole Steam Deck kommt das auf Arch Linux und KDE Plasma basierte SteamOS 3.0 zum Einsatz. Dieses ist über den sogenannten „Desktop Modus“ auch als gewöhnlicher Desktop-PCs nutzbar. Vom Rolling-Release-Modell verspricht sich Valve schnellere Updates, insbesondere bei Gerätetreibern und Grafik-APIs.
Valve veröffentlichte im Mai 2025 ein Update für SteamOS, um das Legion Go S offiziell zu unterstützen. Mit der Veröffentlichung von SteamOS 3.7.8 am 22. Mai gab Valve SteamOS zum Testen auf jedem AMD-Handheld-Computer frei.

## Derivate
ChimeraOSerweitert die Anzahl unterstützter Plattformen